# Chapelle Saint-Bernard de Villers-la-Ville
La chapelle Saint-Bernard est une chapelle située à Villers-la-Ville, commune belge du Brabant wallon.
Elle constitue, avec l'ancienne pharmacie, la Porte de Namur, la Porte de Bruxelles, la Porte de Nivelles, l'ancien moulin abbatial et la Ferme de l'abbaye de Villers-la-Ville, un des principaux vestiges de l'ancienne Abbaye de Villers situés en dehors du site des ruines.

## Localisation
La chapelle se dresse face aux ruines de l'abbaye de Villers, hors de l'enclos actuel de l'abbaye dont elle faisait partie.
Elle se situe de l'autre côté de la rue de l'Abbaye (route nationale RN274), à quelques dizaines de mètres des arcades qui ont été démontées après avoir été sévèrement endommagées par un camion en octobre 2013 .

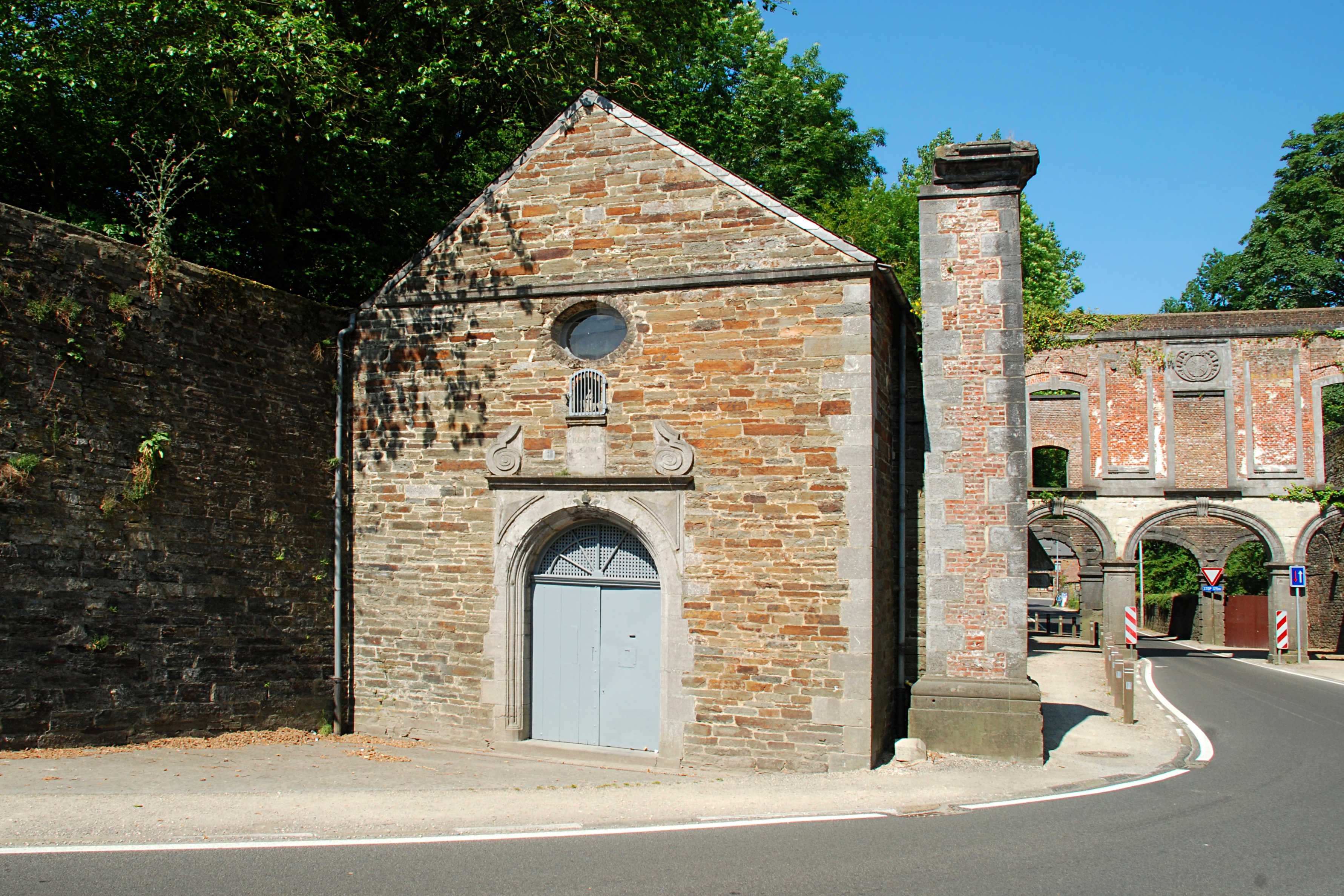
Sur cette photo de 2011, on aperçoit encore, à droite de la chapelle, les arcades qui ont été démolies en 2013

## Historique

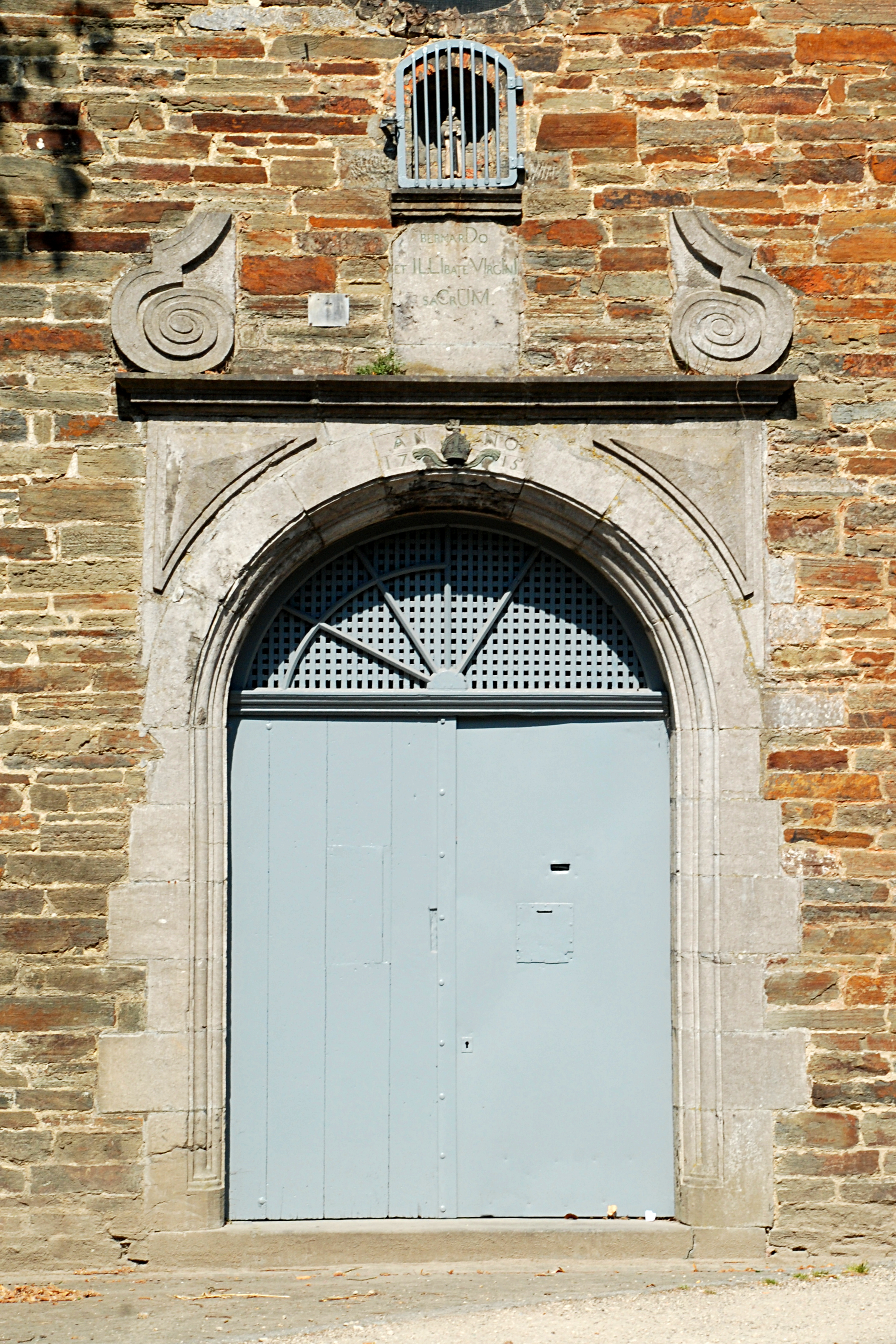
Le portail.

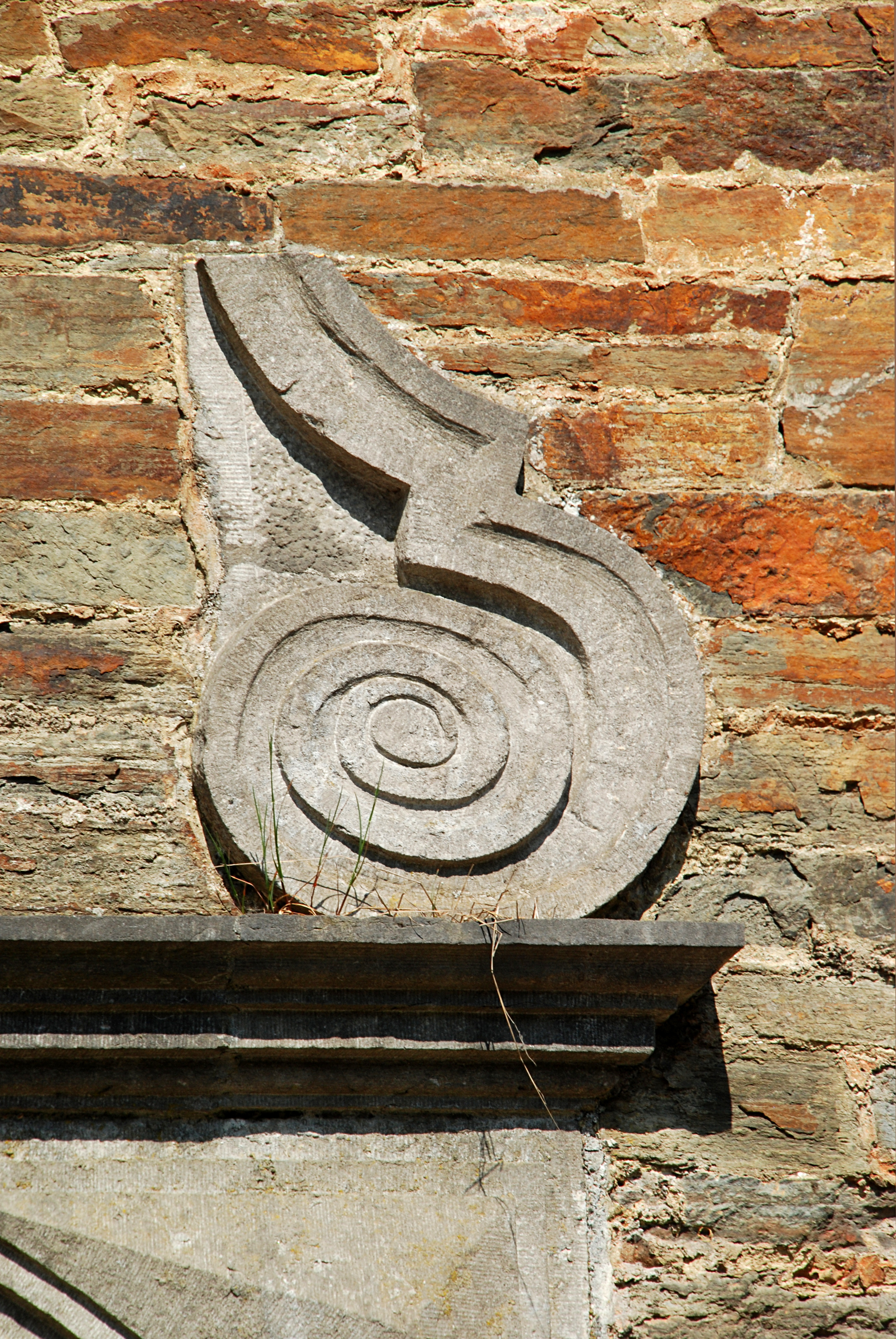
Volute du portail.

La chapelle Saint-Bernard a été construite pendant le troisième quart du XIXe siècle. Cette construction est souvent située en 1715, car le millésime gravé sur  la clé d'arc et le chronogramme qui surplombe celle-ci mentionnent cette date. Cependant, il s'agit là d'éléments qui se trouvaient autrefois sur le pan ouest de l'autre chapelle Saint-Bernard, située sur le Robermont, qui elle a bien été fondée en 1715.

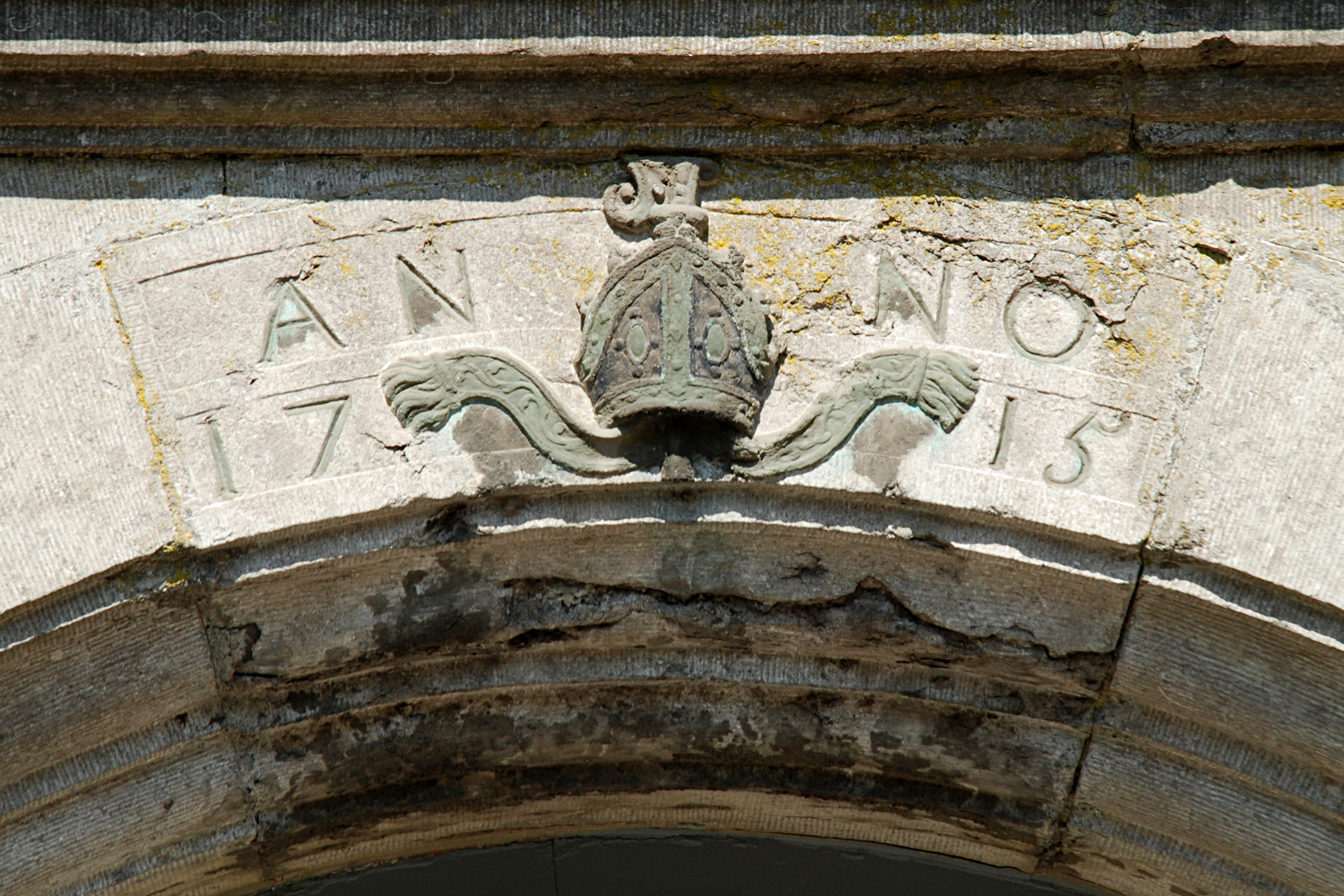
Le millésime de 1715.

## Architecture
La chapelle est un édifice à nef unique érigé en grès schisteux et pierre bleue. Ne respectant pas l'orientation traditionnelle des bâtiments monastiques, elle présente sa façade principale vers l'est et non vers l'ouest.
La façade est édifiée en blocs de grès assemblés en appareil irrégulier et est cantonnée de chaînages d'angle réalisés au moyen de gros blocs de pierre bleue. Les blocs de grès présentent une teinte gris-olivâtre typique du sous-sol de la région de Villers-la-Ville, avec une proportion croissante de blocs de grès ferrugineux vers le haut.
La façade est percée d'un portail en pierre bleue aux piédroits harpés dont la moulure affecte la forme de fines colonnettes que prolongent les voussures de l'arc en plein cintre.
Cet arc, dont la clé est ornée d'une mitre et du millésime « Anno 1715 », provenant de l'autre chapelle Saint-Bernard, située sur le Robermont, est flanqué d'écoinçons taillés en pointe-de-diamant et est surmonté d'un petit entablement qui porte deux volutes de pierre esquissant un fronton brisé.
Le portail, au tympan au motif rayonnant, est surmonté d'une niche abritant la statue de saint Bernard sous laquelle est encastré un bloc de pierre portant un chronogramme qui compose la date de 1715 :
bernarDo et ILLIbate VIrgInI saCrUM
Enfin, un oculus ovale bordé de briques complète la décoration de la façade, ainsi qu'un cordon de pierre qui sépare le registre inférieur et le registre supérieur de cette petite façade-pignon.
Le mur gouttereau septentrional, disposé le long de la rue, ne possède pour tout ornement qu'une fenêtre semi-circulaire dont le motif rayonnant rappelle celui du tympan du portail.

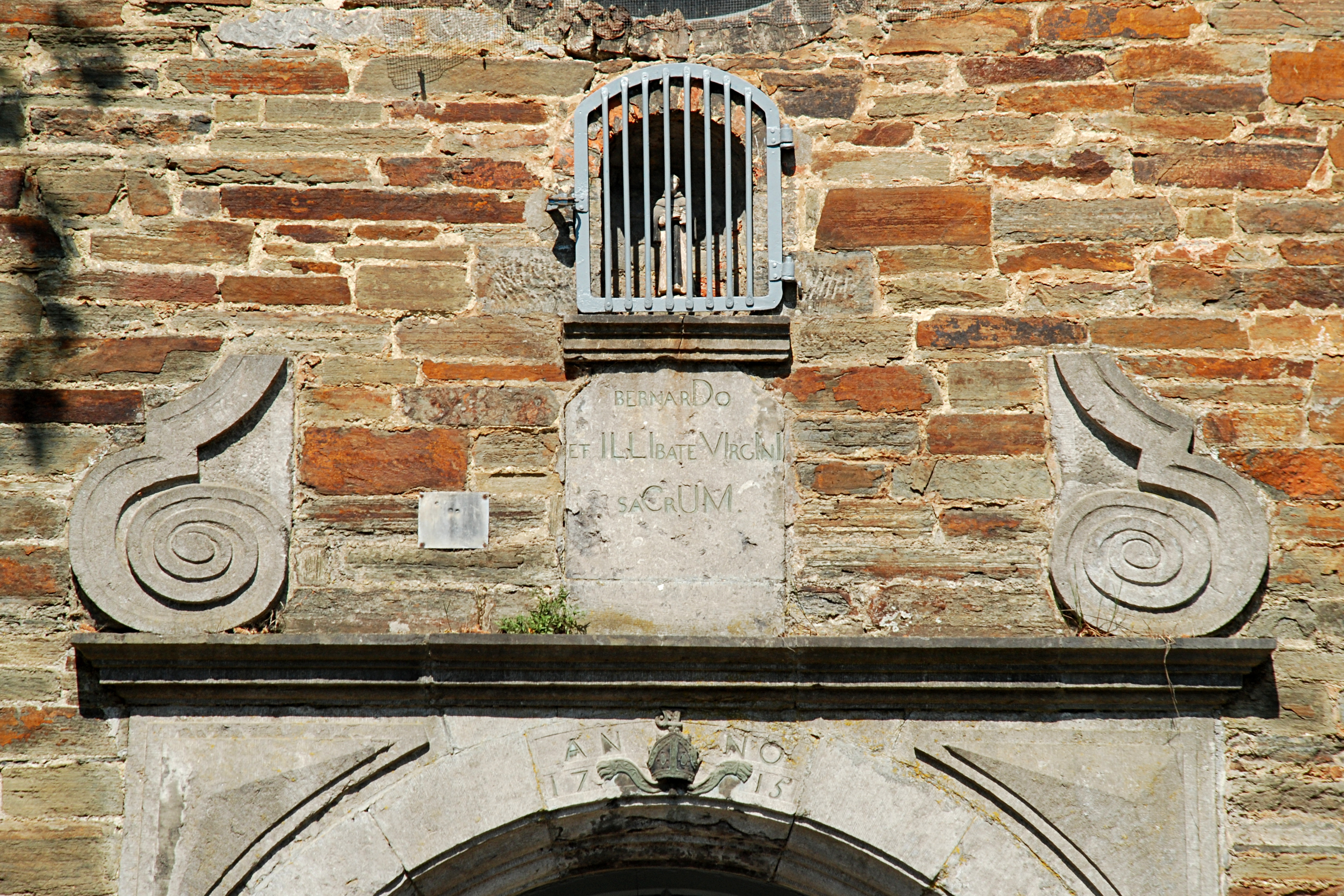
Le fronton du portail.
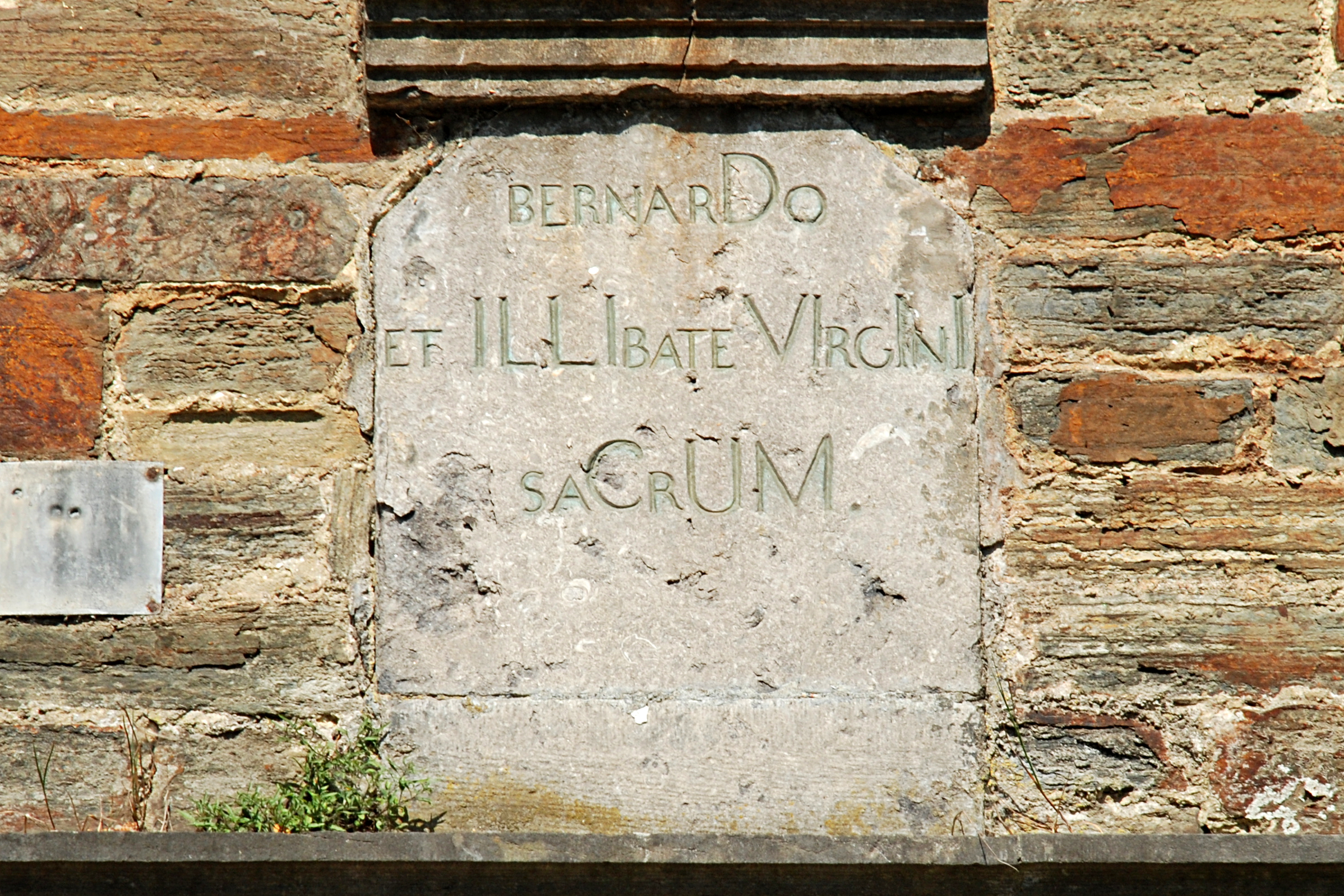
Le chronogramme (1715).